# Pholidota chinensis
Pholidota chinensis är en orkidéart som beskrevs av John Lindley. Pholidota chinensis ingår i släktet Pholidota och familjen orkidéer. Inga underarter finns listade i Catalogue of Life.

## Bildgalleri

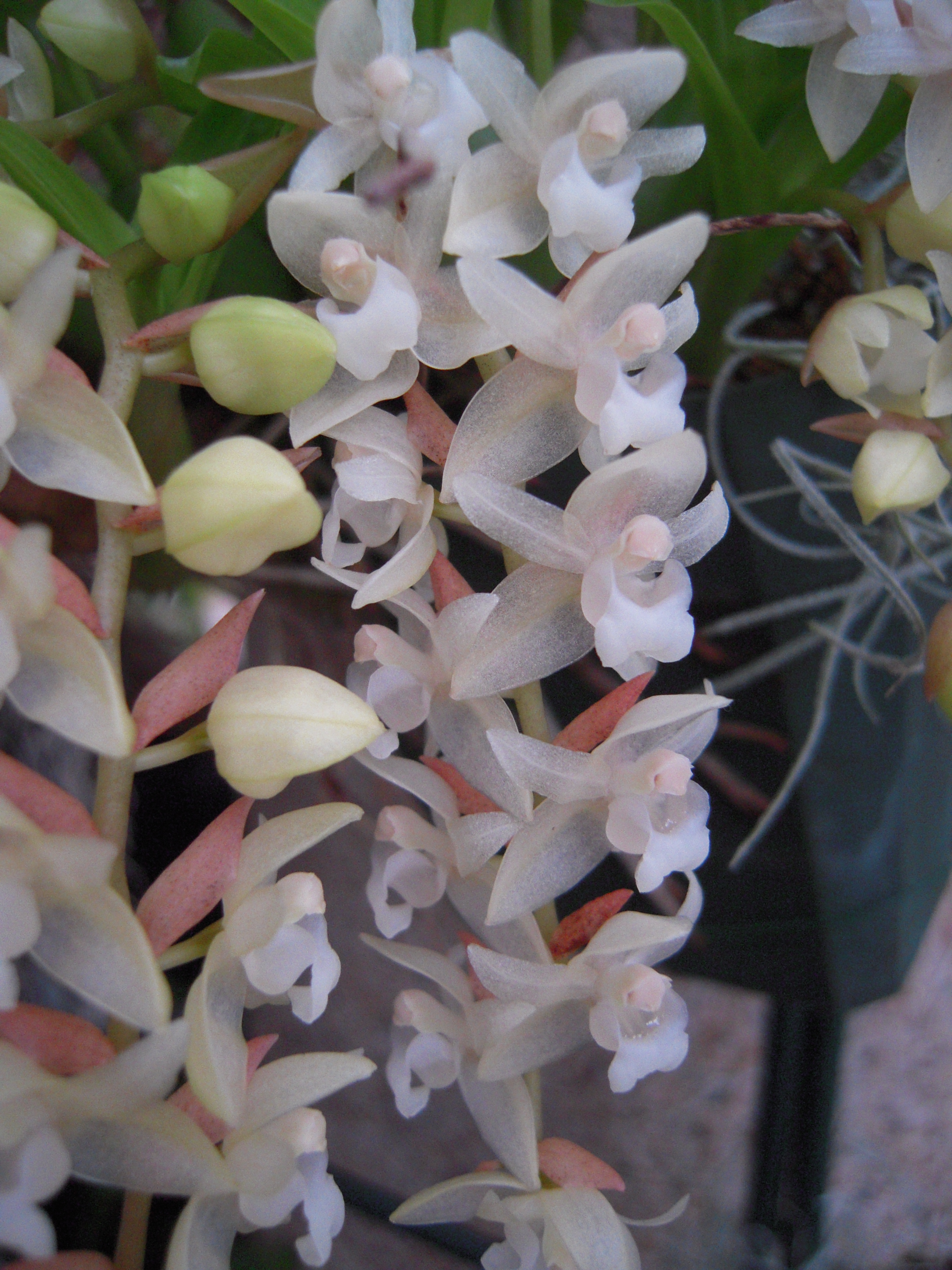
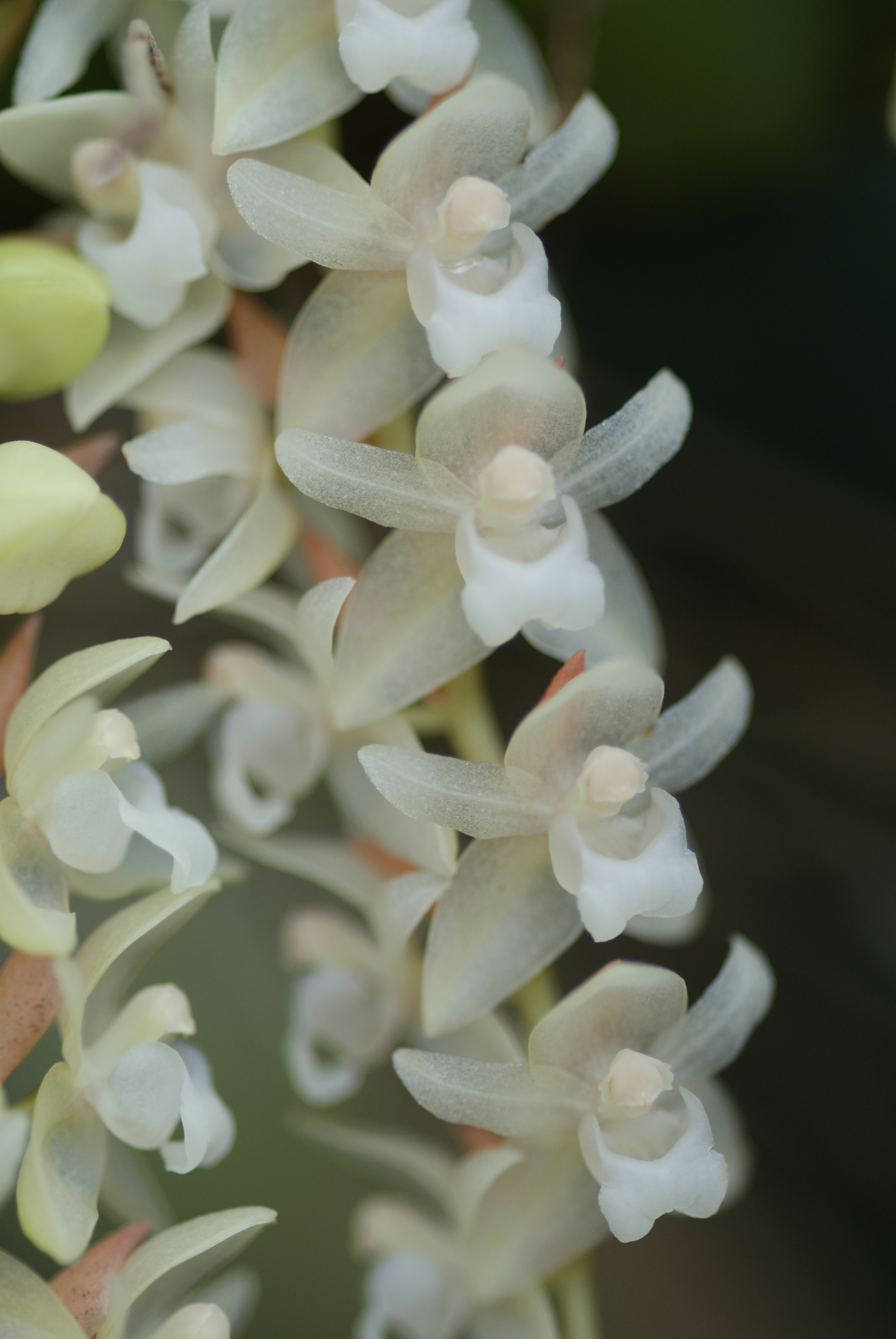